# 전력 제어
전력 제어(電力制御) 또는 파워 컨트롤(power control)은 통신 시스템에서 시스템 내의 양호한 성능을 달성하기 위한 TPO(transmitter power output)의 총명한 선택이다. "양호한 성능"의 개념은 쓰이는 환경에 따라 달라질 수 있으며 링크 데이터 속도, 네트워크 용적, 정전 가능성, 지리적 보급률, 네트워크와 네트워크 장치의 수명 등의 최적화 메트릭스를 포함할 수 있다. 전력 제어 알고리즘은 셀 (이동 통신), 무선 센서 네트워크, 무선랜, DSL 모뎀 등 수많은 환경에 사용된다.

## 송신 전력 제어
송신 전력 제어(送信電力制御, transmit power control)는 각기 다른 무선 네트워크(예: 소유자의 네트워크와 이웃의 네트워크) 간 원치 않는 상당한 간섭을 예방하기 위해 일부 네트워크 장치 안에 사용되는 기술 매커니즘이다.
이 기능을 지원하는 네트워크 장치로는 IEEE 802.11a-1999를 준수하는 5 GHz 대역의 IEEE 802.11h-2003 무선랜 장치를 포함한다. 이 매커니즘의 아이디어는 다른 네트워크가 범주 안에 있을 때 사용 중인 송신 출력을 자동으로 감소시키는 것이다. 출력이 감소되면 간섭 문제를 줄일 수 있고 배터리 용적을 증가시킬 수 있다.

## 같이 보기
- 셀 (이동 통신)
- IEEE 802.11h-2003
- 무선랜